# Driekantige steek

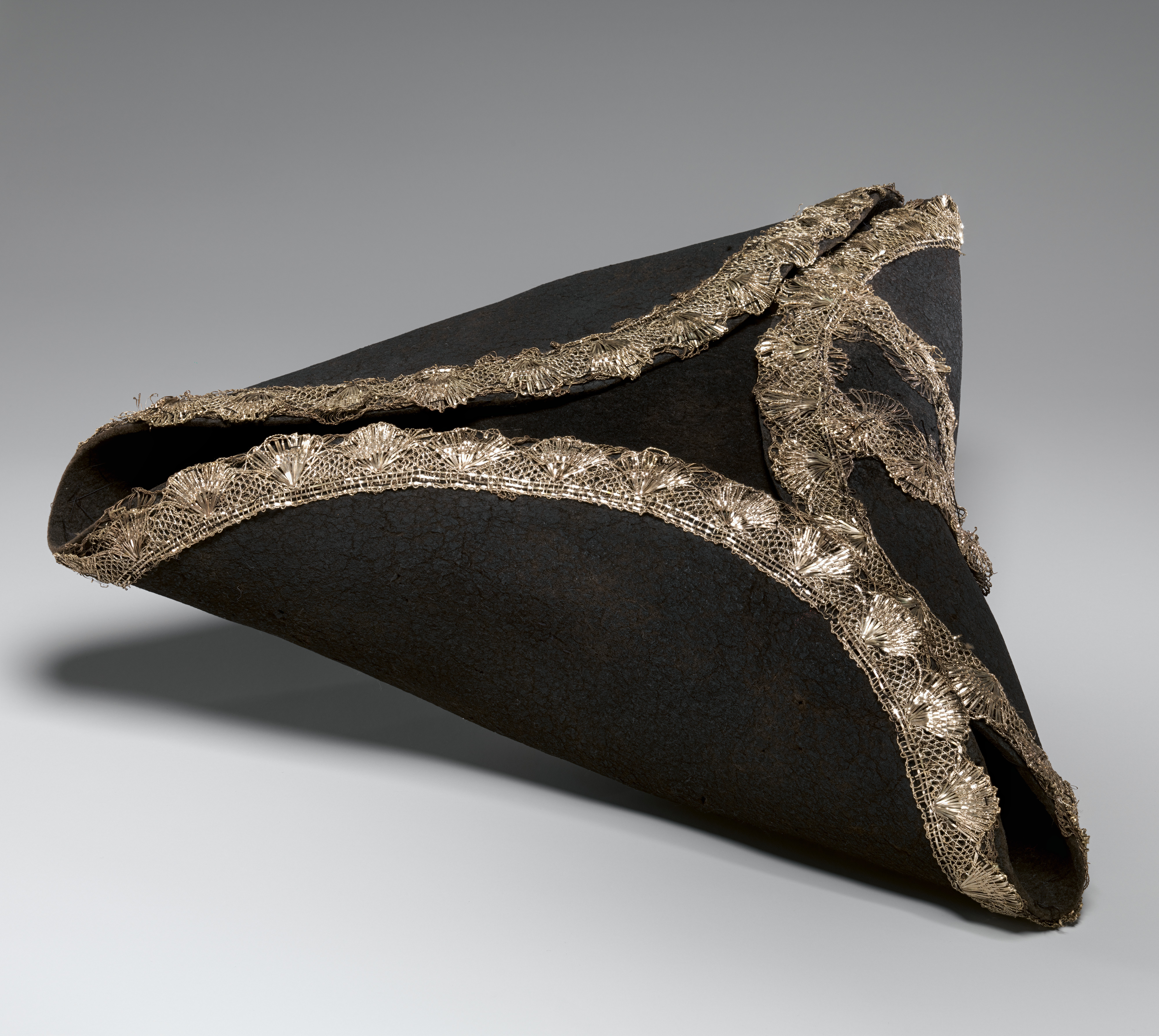
Driekantige hoed in de collectie van de MET

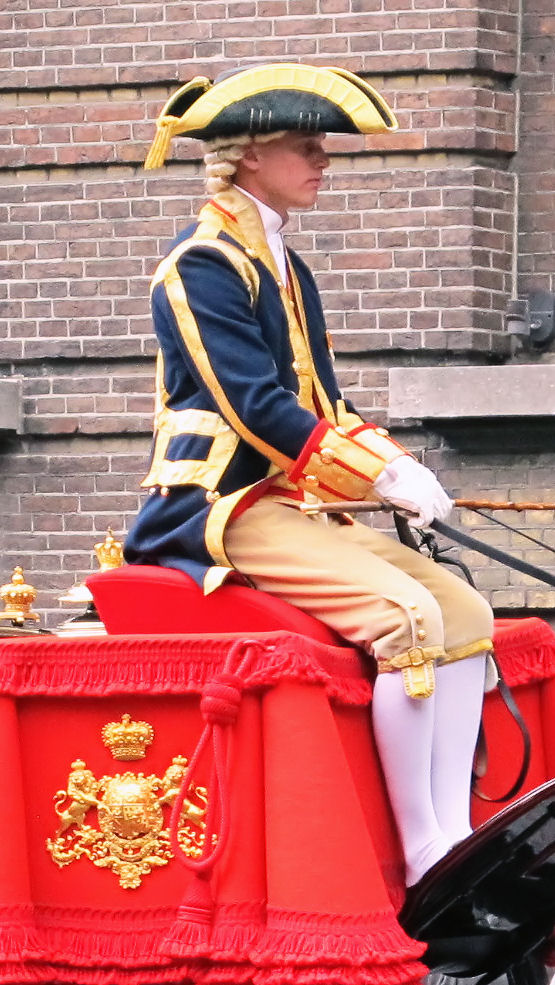
Een Nederlandse koninklijke koetsier draagt een driekantige hoed.

De driekantige steek, ook wel driekantige hoed of tricorne,  is een hoed die populair was in de 18e eeuw. Op het hoogtepunt van de populariteit varieerde de driekantige hoed sterk in vorm en grootte. Hij werd toen niet alleen gedragen door aristocraten, maar ook door gewone burgers of als onderdeel van een militair of marine-uniform. Meestal werden de hoeden gemaakt van dierlijke vezels. De duurdere modellen werden gemaakt van vervilt beverhaar en de minder dure van wolvilt. Ook tricornes van leer kwamen veel voor, voor wie zich geen vilt kon veroorloven. De naam van deze hoed is afgeleid van de vorm, de drie zijden zijn aan de bovenkant van het hoofddeksel vastgemaakt en vormen een driehoek. Het model had twee functies: ten eerste konden stijlvolle heren pronken met hun nieuwe modieuze pruiken, waarmee zo ook hun sociale status aantoonden, en ten tweede kon men makkelijker de hoed onder de arm stoppen wanneer men een gebouw binnentrad, want volgens de sociale etiquette werd de heer verzocht om dan zijn hoed af te doen. Driekantige steken met geregen zijden maakten het mogelijk om de zijden te laten zakken als een betere bescherming tegen weer, zon en regen.
Aan het einde van de 18e eeuw kwam een vereenvoudigde vorm, de tweekantige steek in de mode.